# La Frontera, Michoacán de Ocampo
La Frontera är en ort i Mexiko.   Den ligger i kommunen Irimbo och delstaten Michoacán de Ocampo, i den södra delen av landet, 140 km väster om huvudstaden Mexico City. La Frontera ligger 2 185 meter över havet och antalet invånare är 411.
Terrängen runt La Frontera är huvudsakligen kuperad, men åt nordost är den platt. Terrängen runt La Frontera sluttar österut. Runt La Frontera är det ganska tätbefolkat, med 124 invånare per kvadratkilometer. Närmaste större samhälle är Ciudad Hidalgo, 12,3 km sydväst om La Frontera. I omgivningarna runt La Frontera växer huvudsakligen savannskog.